# Equazioni di Kirsch
L'equazioni di Kirsch descrivono le tensioni elastiche intorno ad un foro in una piastra infinita sottoposta ad uno stato di tensione monoassiale. Sono state ricavate per la prima volta da Ernst Gustav Kirsch.

## Risultati
Piastra infinita con un foro circolare di raggio a e caricata con tensione monoassiale  σ, il campo di tensione risulta:
{\displaystyle \sigma _{rr}={\frac {\sigma }{2}}\left(1-{\frac {a^{2}}{r^{2}}}\right)+{\frac {\sigma }{2}}\left(1+3{\frac {a^{4}}{r^{4}}}-4{\frac {a^{2}}{r^{2}}}\right)\cos 2\theta }
{\displaystyle \sigma _{\theta \theta }={\frac {\sigma }{2}}\left(1+{\frac {a^{2}}{r^{2}}}\right)-{\frac {\sigma }{2}}\left(1+3{\frac {a^{4}}{r^{4}}}\right)\cos 2\theta }
{\displaystyle \sigma _{r\theta }=-{\frac {\sigma }{2}}\left(1-3{\frac {a^{4}}{r^{4}}}+2{\frac {a^{2}}{r^{2}}}\right)\sin 2\theta }